# Impulso Ciudadano
Impulso Ciudadano és una associació unionista espanyola presentada públicament el 9 d'octubre de 2009 al Centre Cívic Fort Pienc de Barcelona. Ha desenvolupat la seva activitat fonamentalment a Catalunya, encara que recentment ha reformat els seus estatuts per a expandir-se per tot Espanya.
La Junta Directiva està presidida per l'exdiputat de C's del Parlament de Catalunya José Domingo Domingo. Els vicepresidents són Carlos Silva Campañón i Rafael Arenas García i la secretària de l'entitat és Isabel Fernández Alonso. Ha presentat nombroses accions judicials en diferents administracions com ara la presentació d'un recurs al Tribunal Superior de Justícia de Catalunya l'any 2019 per reclamar la retirada del Palau de la Generalitat de Catalunya d'una pancarta que exhibia un llaç groc, símbol que els independentistes catalans utilitzen per a reclamar la llibertat dels polítics sentenciats en el Judici als líders del procés independentista català. Recentment, Impulso Ciudadano i Movimiento contra la Intolerancia han constituït el Observatorio Cívico de la Violencia Política de Cataluña, que analitza els incidents «violents de significat polític» a Catalunya.